# Kintbury
Kintbury är en ort och civil parish] i Storbritannien.   Den ligger i kommunen West Berkshire i riksdelen England, i den södra delen av landet, 90 km väster om huvudstaden London. Kintbury ligger 101 meter över havet och antalet invånare är 2 132.
Terrängen runt Kintbury är huvudsakligen platt. Kintbury ligger nere i en dal. Runt Kintbury är det ganska tätbefolkat, med 239 invånare per kvadratkilometer. Närmaste större samhälle är Newbury, 8,6 km öster om Kintbury. Omgivningarna runt Kintbury är en mosaik av jordbruksmark och naturlig växtlighet.